# Gloria Beck
Gloria Beck (* 4. Januar 1968 in Köln) ist eine deutsche Fachautorin und Managementberaterin in dem Fachgebiet „Rhetorik“ (Unternehmenskommunikation) sowie deutschsprachige Rhetorikexpertin.

## Leben
Beck wuchs in Konstanz am Bodensee auf. Als Schülerin belegte sie den dritten Platz in einem Bundeswettbewerb für Nachwuchsschriftsteller. Sie wurde ausgewählt für das Förderprogramm für Hochbegabte des Landes Baden-Württemberg. Nach dem Abitur studierte sie zunächst Rechtswissenschaften in Konstanz, Heidelberg und Mannheim, besuchte aber auch häufig Seminare und Vorlesungen zur Literatur- und Kunstgeschichte. 
Danach studierte sie Philosophie und Germanistik in Koblenz (Magister), nahm dort regelmäßig am Arbeitskreis über „Das Böse“ um den Koblenzer Philosophen Rudolf Lüthe teil und beschäftigte sich insbesondere mit der Ästhetik und der Philosophie des 18. Jahrhunderts (Kant, Schiller, Klopstock, Herder). An der Ruhr-Universität Bochum studierte sie Arbeitswissenschaften und schloss mit zahlreichen Hochschulzertifikaten sowie mit Auszeichnung (Diplom) ab.
Beck führte eine empirische Studie mit 3000 Mitarbeitern durch und entwickelte einen Test zu Bewertung von Vorgesetztenkommunikation. Zeitgleich absolvierte sie ein Masterstudium Erwachsenenpädagogik an der Universität Kaiserslautern; in ihrer Masterarbeit befasste sie sich mit den Erfolgsfaktoren von Ratgeberbestsellern. 
Seit 2000 nahm Beck an den Universitäten Bonn und Koblenz sowie den Fachhochschulen Köln, Remagen und Koblenz mehrere Lehraufträge in ihrem Fachgebiet „Rhetorik“ (Unternehmenskommunikation) wahr. Darüber hinaus war sie auch als Managementberaterin tätig. Das wiederholte Interesse seitens der Teilnehmer ihrer Rhetorikkurse an „Manipulationstechniken“ gab Beck den Anstoß, ihr Wissen über die sogenannte „dunkle Seite“ der Sprachkunst zu publizieren.
Als Fachautorin und Expertin des Fachgebietes „Rhetorik“ schrieb sie unter anderem Fachaufsätze und verfasste mehrere Fachbücher. Ihr erstes Buch Verbotene Rhetorik. Die Kunst der skrupellosen Manipulation entwickelte sich zu einem internationalen Bestseller; es erschien inzwischen in mehreren Auflagen und wurde auch in andere Sprachen übersetzt. Über Beck und ihre Veröffentlichungen wurde mehrfach in den Medien berichtet und sie gab auch Interviews, so unter anderem in der Zeitschrift Brigitte, auf Focus Online (Dezember 2005) und Spiegel Online sowie im Tages-Anzeiger (Zürich) und FAZ Hochschulanzeiger (Dezember 2006).
Heute lebt und arbeitet sie als Fachautorin und (deutschsprachige) Rhetorikexpertin in Zürich und Berlin.

## Werke (Auswahl)
- Verbotene Rhetorik. Die Kunst der skrupellosen Manipulation. Unzensierte und aktualisierte Ausgabe mit neuen Techniken, Hermann Walser Verlag 2015, ISBN 0-9932702-3-9.
- Verbotene Rhetorik. Die Kunst der skrupellosen Manipulation. 11. Aufl., Eichborn Verlag, Frankfurt am Main 2006, ISBN 3-8218-5882-6. (Buchauszug auf getabstract.com als PDF-Datei verfügbar: )
- Rhetorik für die Uni. 1. Aufl., Eichborn Verlag, Frankfurt am Main 2006, ISBN 3-8218-5910-5.
- Komplimente. Eine Gebrauchsanleitung. Eichborn Verlag, Frankfurt am Main 2009, ISBN 3821856971.